# Venter Straße
De Venter Straße (L240) is een 13,39 kilometer lange Landesstraße (lokale weg) in het district Imst in de Oostenrijkse deelstaat Tirol. De weg is een zijweg van de Ötztalstraße (B186) en zorgt voor een verbinding vanuit het Ötztal met het dorpje Vent (1895 m.ü.A., gemeente Sölden. De weg buigt vlak voor Zwieselstein (1470 m.ü.A., gemeente Sölden) af en loopt vervolgens door het gehele Venter Tal. De weg ligt in zijn geheel op het grondgebied van de gemeente Sölden., Op het traject van de Venter Straße bevinden zich meerdere constructies ter bescherming van de weg tegen lawines. Achtereenvolgens zijn er de 454 meter lange galerijtunnel Glasairgalerie (gebouwd in 1989 en 1991) en de 623 meter lange galerijtunnel Galerie Bruchscheibe (gebouwd tussen 1994 en 1998) te vinden. Het beheer van de straat valt onder de Straßenmeisterei Umhausen.